# Вавассори, Джузеппе
Джузеппе Вавассори (итал. Guisseppe Vavassori; 29 июня 1934, Риволи, Пьемонт — 21 ноября 1983, Болонья) — итальянский футболист, выступающий на позиции вратаря.

## Карьера
Джузеппе начал карьеру в «Каррарезе» в 1954 году, играющей в Серии С (будучи в аренде из молодёжной команды «Ювентуса»). После сезона с «тосканцами» вернулся в «черно-белый клуб», за который дебютировал в серии А 4 декабря 1955 года в матче против «Наполи».
Тем не менее, за три года сыграл лишь девять матчей в лиге. С 1958 года в течение двух сезонов стал выходить чаще (но основным голкипером команды не стал). На самом деле, игроком стартовом состава являлся лишь в 1960 году, после своего второго титула чемпиона страны (первое чемпионство в 1958 году он выиграл, ни разу не выйдя на поле). Основным конкурентом Вавассори являлся Карло Маттрель, сыгравший 93 матча в чемпионате в период игры за «Ювентус».